# Quinto Fabio Bárbaro
Quinto Fabio Bárbaro Valerio Magno Juliano (en latín: Quintus Fabius Barbarus Valerius Magnus Julianus) fue un senador romano que vivió a finales del siglo I y principios del siglo II y desarrolló su cursus honorum bajo los reinados de Domiciano, Nerva, y Trajano. En algunos diplomas militares se le da el nombre de Quinto Fabio Bárbaro. Era hijo de Quinto Fabio Bárbaro Antonio Macro, cónsul sufecto en el año 64 bajo el reinado de Nerón.
En el año 96 cuando Nerva asumió en trono, tras el asesinato de Domiciano, Bárbaro serviá como legatus de la Legio III Augusta en la provincia de Numidia.  Los diplomas militares prueban que Bárbaro, fue cónsul sufecto en el año 99 junto con Aulo Cecilio Faustino.